# Iglesia de Parcohailla

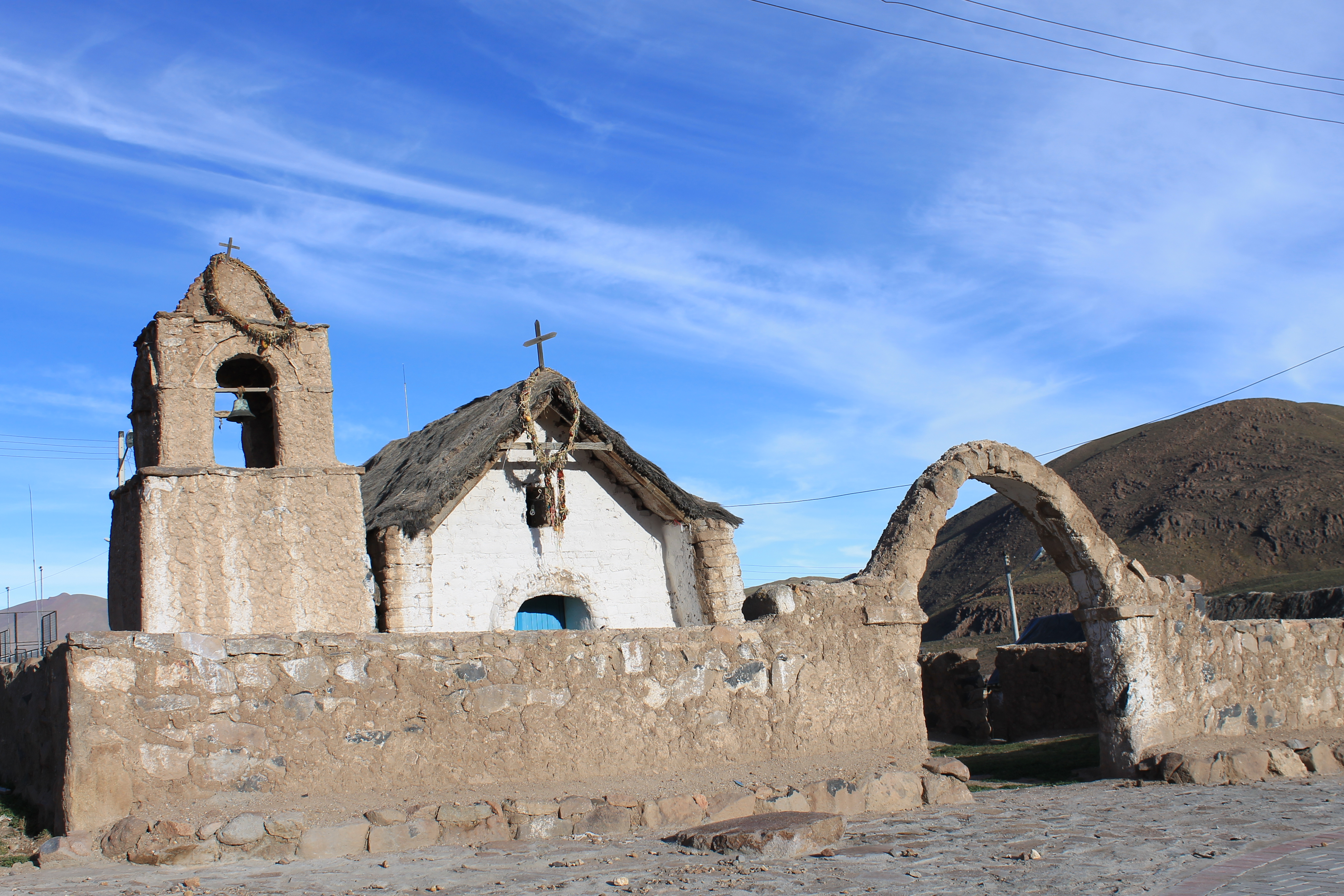
Muro perimetral con la iglesia de fondo

La iglesia de Parcohailla se ubica en la localidad de Parcohailla en la región de Arica y Parinacota, Chile. Se construyó en 1937 y posee un estilo barroco andino. Fue declarada Monumento Nacional de Chile, en la categoría de Monumento Histórico, mediante el Decreto Exento n.º 3365, del 5 de noviembre de 2008.

## Historia
La localidad de Parcohailla se encuentra en la precordillera de los Andes —entre 3000 y 4000 msn—, y pertenece a la comuna de Camarones. La comunidad aimara de Parcohailla posee raíces asociadas a la cultura tiahuanaco. Durante la invasión española se produjo un proceso de sincretismo en el cual la población adoptó la religión católica. La construcción del templo se remonta a 1937. Originalmente la iglesia poseía piso de madera y techumbre de barro, paja brava y queñoa.
En 2007, la fundación Altiplano, financiada por el programa «Puesta en Valor del Patrimonio» de la Subsecretaría de Desarrollo Regional y Administrativo, anunció la restauración completa del monumento. Hasta el 2012 el proyecto sigue pendiente.

## Descripción
El conjunto está formado por la nave principal, el atrio, el campanario adosado a la iglesia y el muro perimetral que circunda el área. La nave es de base rectangular y mide 17,7 metros de largo y 5 metros de ancho. Los muros están construidos a base de mampostería de piedra labrada con mortero. La techumbre es de dos aguas, con una estructura de cerchas formando tijerales de pino insigne.
El muro externo posee un perímetro de 22,5 metros de largo y 13 de ancho y delimita el atrio. Además el muro posee dos accesos laterales y uno frontal con un arco de acceso de mampostería de piedra y adobe. La iglesia se ubica el centro del muro, y en la parte trasera se ubica un calvario, o cruz atrial. El retablo posee tres calles y dos niveles; en cada hornacina se ubica la imagen de un santo. El campanario está construido de mampostería de piedra y barro y posee pináculos decorados con formas animales en las cuatro esquinas del templete de la torre.